# Élection gouvernorale de 2020 dans l'État de Washington
L' élection gouvernorale de 2020 dans l'État de Washington a lieu le 3 novembre 2020 afin d'élire le gouverneur de l'État américain de Washington.
Le gouverneur sortant démocrate Jay Inslee est réélu avec 57 % des voix.

## Contexte
Le gouverneur sortant démocrate, Jay Inslee a été élu en 2012 puis réélu en 2016 et se représente pour un troisième mandat.

## Système électoral
Le Gouverneur de l'État de Washington est élu pour un mandat de quatre ans au scrutin uninominal majoritaire à un tour.

## Primaire non-partisane

### Candidats
- Loren Culp, chef de la police de Republic (Parti républicain)
- Tim Eyman, activiste (Parti républicain)
- Phil Fortunato, sénateur de l'État de Washington (Parti républicain)
- Joshua Freed, ancien maire de Bothell (Parti républicain)
- Raul Garcia, médecin urgentiste (Parti républicain)
- Jay Inslee, gouverneur sortant (Parti démocrate)
- Don L. Rivers, conseiller (Parti démocrate)
- 29 autres candidats qui ont obtenu moins de 1 % des suffrages

### Résultats
| Candidat | Candidat            | Parti               | Voix      | %     |
| -------- | ------------------- | ------------------- | --------- | ----- |
|          | Jay Inslee          | Démocrate           | 1 247 916 | 50,14 |
|          | Loren Culp          | Républicain         | 433 238   | 17,41 |
|          | Joshua Freed        | Républicain         | 222 553   | 8,94  |
|          | Tim Eyman           | Républicain         | 159 495   | 6,41  |
|          | Raul Garcia         | Républicain         | 135 045   | 5,43  |
|          | Phil Fortunato      | Républicain         | 99 265    | 3,99  |
|          | Don L. Rivers       | Démocrate           | 25 601    | 1,03  |
|          | Autres candidats    | Autres candidats    | 163 908   | 6,59  |
|          | Candidats par écrit | Candidats par écrit | 1 938     | 0,08  |
|          |                     |                     |           |       |
| Total    | Total               | Total               | 2 488 959 | 100   |

Les deux candidats arrivés en tête tous partis confondus, soit le démocrate Jay Inslee et le républicain Loren Culp sont sélectionnés pour concourir lors de l'élection générale.

## Résultats
| Candidat                 | Candidat                 | Parti                    | Voix      | %     |
| ------------------------ | ------------------------ | ------------------------ | --------- | ----- |
|                          | Jay Inslee               | Démocrate                | 2 294 243 | 56,56 |
|                          | Loren Culp               | Républicain              | 1 749 066 | 43,12 |
|                          | Candidats par écrit      | Candidats par écrit      | 13 145    | 0,32  |
|                          |                          |                          |           |       |
| Votes valides            | Votes valides            | Votes valides            | 4 056 454 | 98,53 |
| Votes blancs et nuls     | Votes blancs et nuls     | Votes blancs et nuls     | 60 440    | 1,47  |
| Total                    | Total                    | Total                    | 4 116 894 | 100   |
| Abstention               | Abstention               | Abstention               | 775 977   | 15,86 |
| Inscrits / participation | Inscrits / participation | Inscrits / participation | 4 892 871 | 84,14 |